# Teoría de la representación de SU(2)
Dentro del estudio de la teoría de la representación del grupo de Lie, el estudio de las representaciones del grupo unitario especial es fundamental para el estudio de las representaciones de grupos de Lie semisimples. Es el primer caso de un grupo de Lie que es tanto un grupo compacto como no abeliano. La primera condición implica que la teoría de la representación es discreta: las representaciones son sumas directas de una colección de representaciones irreducibles básicas (gobernadas por el teorema de Peter-Weyl). El segundo significa que habrá representaciones irreducibles en dimensiones superiores a 1.
SU(2) es el grupo de recubrimiento del grupo de rotación SO(3), por lo que su teoría de representación incluye la de este último, debido al homomorfismo suprayectivo existente entre ambos. Esto subraya la importancia de SU(2) para la descripción no relativista del espín en la física teórica.
Como se muestra a continuación, las representaciones irreducibles de dimensión finita de SU(2) se indexan mediante un entero no negativo {\displaystyle m} y tienen una dimensión {\displaystyle m+1}. En la literatura sobre física, las representaciones están etiquetadas por la cantidad {\displaystyle l=m/2}, donde {\displaystyle l} es entonces un número entero o semientero, y la dimensión es {\displaystyle 2l+1}.

## Representaciones del álgebra de Lie
Las representaciones del grupo se encuentran considerando representaciones de SU(2), el álgebra de Lie sobre SU(2). Dado que el grupo SU(2) es simplemente conexo, cada representación de su álgebra de Lie puede integrarse en una representación del grupo; por lo que aquí se ofrece una construcción explícita de las representaciones en el nivel de grupo que se muestra a continuación. Una referencia para este material es la Sección 4.6 de (Hall, 2015).

### Álgebras de Lie reales y complejizadas
La verdadera álgebra de Lie(2) tiene una base dada por
{\displaystyle u_{1}={\begin{pmatrix}0&i\\i&0\end{pmatrix}}\qquad u_{2}={\begin{pmatrix}0&-1\\1&0\end{pmatrix}}\qquad u_{3}={\begin{pmatrix}i&0\\0&-i\end{pmatrix}}~,}
que satisfacen
{\displaystyle [u_{1},u_{2}]=2u_{3};\quad [u_{2},u_{3}]=2u_{1};\quad [u_{3},u_{1}]=2u_{2}.}
Entonces es conveniente pasar al álgebra compleja de Lie.
{\displaystyle \mathrm {su} (2)+i\mathrm {su} (2)=\mathrm {sl} (2;\mathbb {C} )}.
Las matrices diagonales con auto-adjuntos con traza cero, más las matrices con auto-adjuntos con traza cero dan todas las matrices con traza cero. Mientras se trabaje con representaciones sobre {\displaystyle \mathbb {C} }, este paso del álgebra de Lie real al complejo no presenta problemas. La razón para pasar a la complejización es que permite construir una buena base de un tipo que no existe en el álgebra de Lie real su(2).
El álgebra de Lie compleja se divide en tres elementos {\displaystyle X}, {\displaystyle Y} y {\displaystyle H}, dados por
{\displaystyle H={\frac {1}{i}}u_{3};\quad X={\frac {1}{2i}}(u_{1}-iu_{2});\quad Y={\frac {1}{2i}}(u_{1}+iu_{2}),}
o, explícitamente,
{\displaystyle H={\begin{pmatrix}1&0\\0&-1\end{pmatrix}};\quad X={\begin{pmatrix}0&1\\0&0\end{pmatrix}};\quad Y={\begin{pmatrix}0&0\\1&0\end{pmatrix}}~.}
Estos elementos satisfacen las relaciones de conmutación
{\displaystyle [H,X]=2X,\quad [H,Y]=-2Y,\quad [X,Y]=H}
Hasta un factor de 2, los elementos {\displaystyle H}, {\displaystyle X} e {\displaystyle Y} pueden identificarse con los operadores del momento angular {\displaystyle J_{z}}, {\displaystyle J_{+}} y {\displaystyle J_{-}}, respectivamente. El factor de 2 es una discrepancia entre las convenciones en matemáticas y física; en general, se mencionan ambas convenciones en los resultados que siguen a continuación.

### Pesos y la estructura de la representación
En esta configuración, los valores propios de {\displaystyle H} se conocen como los pesos de la representación. El siguiente resultado elemental es un paso clave en el análisis. Supóngase que {\displaystyle v} es un vector propio para {\displaystyle H} con un valor propio {\displaystyle \alpha }, es decir, que {\displaystyle H\cdot v=\alpha v}. Entonces
{\displaystyle {\begin{aligned}H\cdot (X\cdot v)&=(\alpha +2)X\cdot v\\[3pt]H\cdot (Y\cdot v)&=(\alpha -2)Y\cdot v\end{aligned}}}
En otras palabras, {\displaystyle X\cdot v} es el vector cero o un vector propio para {\displaystyle H} con valor propio {\displaystyle \alpha +2} y {\displaystyle Y\cdot v} es cero o un vector propio para {\displaystyle H} con valor propio {\displaystyle \alpha -2}. Por lo tanto, el operador {\displaystyle X} actúa como un operador de elevación, aumentando el peso en 2, mientras que {\displaystyle Y} actúa como un operador de reducción.
Supóngase ahora que {\displaystyle V} es una representación irreducible y de dimensión finita del álgebra de Lie complejizada. Entonces {\displaystyle H} solo puede tener un número finito de valores propios. En particular, debe haber un valor propio {\displaystyle \lambda \in \mathbb {C} } con la propiedad de que {\displaystyle \lambda +2} no es un valor propio. Sea {\displaystyle v_{0}} un vector propio para {\displaystyle H} con valor propio {\displaystyle \lambda }:
{\displaystyle H\cdot v_{0}=\lambda v_{0}}.
y por lo tanto, se debe tener que
{\displaystyle X\cdot v_{0}=0},
o si no, la identidad anterior mostraría que {\displaystyle X\cdot v_{0}} es un vector propio con valor propio {\displaystyle \lambda +2}.
Ahora se define una "cadena" de vectores {\displaystyle v_{0},v_{1},\ldots } por
{\displaystyle v_{k}=Y^{k}\cdot v_{0}}.
Un argumento simple por inducción muestra que
{\displaystyle X\cdot v_{k}=k(\lambda -(k-1))v_{k-1}}
para todos los {\displaystyle k=1,2,\ldots }. Ahora, si {\displaystyle v_{k}} no es el vector cero, es un vector propio para {\displaystyle H} con valor propio {\displaystyle \lambda -2k}. Como, nuevamente, {\displaystyle H} tiene solo un número finito de vectores propios, se concluye que {\displaystyle v_{l}} debe ser cero para algunos {\displaystyle l} (luego {\displaystyle v_{k}=0} para todos los {\displaystyle k>l}). 
Sea {\displaystyle v_{m}} el último vector distinto de cero en la cadena; es decir, {\displaystyle v_{m}\neq 0} pero {\displaystyle v_{m+1}=0}. Luego, por supuesto, {\displaystyle X\cdot v_{m+1}=0} y por la identidad anterior con {\displaystyle k=m+1}, se tiene que
{\displaystyle 0=X\cdot v_{m+1}=(m+1)(\lambda -m)v_{m}}
Como {\displaystyle m+1} es al menos uno y {\displaystyle v_{m}\neq 0}, se concluye que {\displaystyle \lambda } debe ser igual al entero no negativo {\displaystyle m}.
De este modo se obtiene una cadena de vectores {\displaystyle m+1} {\displaystyle v_{0},\ldots ,v_{m}} tal que {\displaystyle Y} actúa como
{\displaystyle Y\cdot v_{m}=0;\quad Y\cdot v_{k}=v_{k+1}\quad (k<m)}
y {\displaystyle X} actúa como
{\displaystyle X\cdot v_{0}=0,\quad X\cdot v_{k}=k(m-(k-1))v_{k-1}\quad (k>0)}
y {\displaystyle H} actúa como
{\displaystyle H\cdot v_{k}=(m-2k)v_{k}}.
(Se ha reemplazado {\displaystyle \lambda } con su valor actualmente conocido de {\displaystyle m} en las fórmulas anteriores).
Dado que los vectores {\displaystyle v_{k}} son vectores propios para {\displaystyle H} con valores propios distintos, deben ser linealmente independientes. Además, el alcance de {\displaystyle v_{0},\ldots ,v_{m}} es claramente invariante bajo la acción del álgebra de Lie complejizada. Como {\displaystyle V} se supone irreducible, este intervalo debe ser todo de {\displaystyle V}. De este modo, se obtiene una descripción completa de cómo debe ser una representación irreducible; es decir, una base para el espacio y una descripción completa de cómo actúan los generadores del álgebra de Lie. A la inversa, para cualquier {\displaystyle m\geq 0} se puede construir una representación simplemente usando las fórmulas anteriores y comprobando que las relaciones de conmutación se mantienen. Esta representación se puede mostrar como irreducible.
Conclusión: para cada entero {\displaystyle m} no negativo, existe una representación irreducible única con el peso {\displaystyle m} más alto. Cada representación irreducible es equivalente a una de estas. La representación con mayor peso {\displaystyle m} tiene dimensión {\displaystyle m+1} con pesos {\displaystyle m,m-2,\ldots ,-(m-2),-m}, cada uno con multiplicidad uno.

### Elemento Casimir
El elemento Casimir {\displaystyle C} (cuadrático), viene dado por
{\displaystyle C=-(u_{1}^{2}+u_{2}^{2}+u_{3}^{2})}.
Se puede ver {\displaystyle C} como un elemento del álgebra envolvente universal o como un operador en cada representación irreducible. Viendo a {\displaystyle C} como un operador en la representación con {\displaystyle m} de mayor peso, se puede calcular fácilmente que {\displaystyle C} conmuta con cada {\displaystyle u_{i}}. Así, por el lema de Schur, {\displaystyle C} actúa como un  escalar múltiple {\displaystyle c_{m}} de la identidad para cada {\displaystyle m}. Se puede escribir {\displaystyle C} en términos de la base {\displaystyle {H,X,Y}} de la siguiente manera:
{\displaystyle C=(X+Y)^{2}-(-X+Y)^{2}+H^{2}},
lo que se simplifica a
{\displaystyle C=4YX+H^{2}+2H}.
El valor propio de {\displaystyle C} en la representación con mayor peso {\displaystyle m} se puede calcular aplicando {\displaystyle C} al vector de mayor peso, que es neutralizado por {\displaystyle X}. Así, se obtiene
{\displaystyle c_{m}=m^{2}+2m=m(m+2)}.
En la literatura sobre física, el elemento Casimir se normaliza como {\displaystyle C'=C/4}. Etiquetando elementos en términos de {\displaystyle l=m/2}, el valor propio {\displaystyle d_{l}} de {\displaystyle C'} se calcula como
{\displaystyle d_{l}={\frac {1}{4}}(2l)(2l+2)=l(l+1)}.

## Las representaciones del grupo

### Acción sobre los polinomios
Dado que SU(2) es simplemente conexo, un resultado general muestra que cada representación de su álgebra de Lie (compleja) da lugar a una representación de SU(2). Sin embargo, es deseable dar una realización explícita de las representaciones a nivel de grupo. Las representaciones grupales se pueden realizar en espacios de polinomios en dos variables complejas. Es decir, para cada entero no negativo {\displaystyle m}, se hace que {\displaystyle V_{m}} denote el espacio de polinomios homogéneos de grado {\displaystyle m} en dos variables complejas. Entonces, la dimensión de {\displaystyle V_{m}} es {\displaystyle m+1}. Existe una acción natural de SU(2) en cada {\displaystyle V_{m}}, dada por
{\displaystyle [U\cdot p](z)=p(U^{-1}z),\quad z\in \mathbb {C} ^{2},\,U\in \mathrm {SU} (2)}.
La representación del álgebra de Lie asociada es simplemente la descrita en la sección anterior (véase representación de álgebras de Lie para una fórmula explícita, para más datos sobre la acción del álgebra de Lie en el espacio de polinomios).

### Caracteres
El carácter de una representación {\displaystyle \Pi :G\rightarrow \mathrm {GL} (V)} es la función {\displaystyle \mathrm {X} :G\rightarrow \mathbb {C} } dada por
{\displaystyle \mathrm {X} (g)=\mathrm {trace} (\Pi (g))}.
Los caracteres juegan un papel importante en la teoría de la representación de grupos compactos. Se ve fácilmente que son una función de clase, es decir, invariantes bajo conjugación.
En el caso de SU(2), el hecho de que el carácter sea una función de clase significa que está determinado por su valor en el toro máximo {\displaystyle T}, que consiste en las matrices diagonales en SU(2). Dado que la representación irreducible con mayor peso {\displaystyle m} tiene pesos {\displaystyle m,m-2,\ldots -(m-2),-m}, es fácil ver que el carácter asociado satisface la condición
{\displaystyle \mathrm {X} \left({\begin{pmatrix}e^{i\theta }&0\\0&e^{-i\theta }\end{pmatrix}}\right)=e^{im\theta }+e^{i(m-2)\theta }+\cdots e^{-i(m-2)\theta }+e^{-im\theta }.}
Esta expresión es una serie geométrica finita que se puede simplificar para
{\displaystyle \mathrm {X} \left({\begin{pmatrix}e^{i\theta }&0\\0&e^{-i\theta }\end{pmatrix}}\right)={\frac {\mathrm {sin} ((m+1)\theta )}{\mathrm {sin} (\theta )}}.}
Esta última expresión es solo la declaración de la fórmula del carácter de Weyl para el caso SU(2).
En realidad, siguiendo el análisis original de Weyl de la teoría de la representación de grupos compactos, se pueden clasificar las representaciones en su totalidad desde la perspectiva del grupo, sin utilizar representaciones del álgebra de Lie. En este enfoque, la fórmula del carácter de Weyl juega un papel esencial en la clasificación, junto con el Teorema de Peter-Weyl. El caso de SU(2) se denomina SU.282.29.

### Relación con las representaciones de SO(3)
Teniendo en cuenta que cualquiera de los pesos de la representación son pares (si {\displaystyle m} es par) o todos los pesos son impares (si {\displaystyle m} es impar). En términos físicos, esta distinción es importante: las representaciones con pesos pares corresponden a representaciones ordinarias del grupo de rotación SO(3). Por el contrario, las representaciones con pesos impares corresponden a la representación de doble valor de SO(3) (espinorial), también conocida como representación proyectiva.
En las convenciones de la física, {\displaystyle m} es par y se corresponde con el número entero {\displaystyle l}, mientras que {\displaystyle m} impar corresponde a {\displaystyle l} semientero. Estos dos casos se describen como bosón y fermión, respectivamente. Las representaciones con valores impares y positivos de {\displaystyle m} son representaciones fieles de SU(2), mientras que las representaciones de SU(2) con valores de {\displaystyle m} pares no negativos, no son fieles.

## Otro enfoque
(Véase más abajo el ejemplo para el teorema de Borel-Weil-Bott)

## Las representaciones irreductibles más importantes y sus aplicaciones
Como se indicó anteriormente, las representaciones de SU (2) describen el espín no relativista, debido a que son un doble recubrimiento del grupo movimiento de rotación del espacio euclídeo tridimensional. El espín relativista está descrito por la teoría de la representación de SL2(C), un supergrupo de SU(2), que de manera similar recubre SO+(1;3), la versión relativista del grupo de rotación. La simetría SU(2) también admite conceptos de isospín e isospín débil, conocidos colectivamente como isospin.
La representación con {\displaystyle m=1} (es decir, {\displaystyle l=1/2} en la convención usada en física) es la representación 2, la representación fundamental de SU(2). Cuando un elemento de SU(2) se escribe como una matriz compleja de orden 2 × 2, es simplemente una multiplicación de vectores de 2 columnas. Es conocido en física como el espín-½ e, históricamente, como la multiplicación de los cuaterniones (más precisamente, la multiplicación por un cuaternión unitario). Esta representación también puede verse como una representación proyectiva de doble valor del grupo de rotación SO(3).
La representación con {\displaystyle m=2} (es decir, {\displaystyle l=1}) es la representación 3, la representación adjunta. Describe las rotaciones  3-d, la representación estándar de SO(3), por lo que los números reales son suficientes para ello. Los físicos la usan para la descripción de las partículas con masa de espín-1, como los mesones vectoriales, pero su importancia para la teoría de los espines es mucho mayor porque ancla los estados de los espines a la geometría del espacio físico tridimensional.
Esta representación surgió simultáneamente con la 2, cuando William Rowan Hamilton introdujo los versores, su término para los elementos de SU(2). Téngase en cuenta que Hamilton no usó la terminología estándar de la teoría de grupos ya que su trabajo precedió a los desarrollos del grupo Lie.
La representación {\displaystyle m=3} (es decir, {\displaystyle l=3/2}) se utiliza en física de partículas para ciertos bariones, como el Δ.